# 腰山镇
腰山镇，是中华人民共和国河北省保定市顺平县下辖的一个乡镇级行政单位。

## 行政区划
腰山镇下辖以下地区：
南腰山村、正童村、唐行店村、南伍候村、北伍候村、新增庄村、邵家庄村、海家庄村、两分庄村、西腰山村、北腰山村、南巷北村、北巷北村、东后兴村、西后兴村、玉山店村、田家台村、才良桂村、东北堡村、西北堡村、南营村、辛阳村、永旺村、苏家营村、东韩童村、西韩童村、韩新庄村、韩西庄村、东新兴村、西新兴村、南新兴村、北新兴村和六四庄村。

## 中国传统村落
2013年8月，南腰山村获批第二批中国传统村落。